# ارکستر وسترن اسپاگتی
ارکستر وسترن اسپاگتی با نام قدیمی تجربه انیو موریکونه گروه موسیقی‌ای متشکل از پنج نوازنده است که به اجرای موسیقی فیلم‌های ژانر وسترن اسپاگتی خصوصاً آثار انیو موریکونه می‌پردازند. از فعالیت‌های ارکستر وسترن اسپاگتی می‌توان به حضور و اجرا در «فستیوال جاز مونترآل» در سال ۲۰۰۷ میلادی اشاره کرد. آن‌ها همچنین در یک تور جهانی با بهره‌گیری از ابزارآلات ویژه‌ای مانند ترمین و غیره به اجرای موسیقی‌های مشهوری از فیلم‌های وسترن سینما مانند به خاطر چند دلار بیشتر و روزی روزگاری در غرب پرداختند. گاردین اجرای آن‌ها را نمایشی اثرگذار توصیف کرده‌است. این گروه در آگوست سال ۲۰۱۱ میلادی نیز اجرایی در مراسم موسیقی بی‌بی‌سی در رویال آلبرت هال را به روی صحنه برد.